# 土庄町立北浦小学校
土庄町立北浦小学校（とのしょうちょうりつ きたうらしょうがっこう）は、かつて香川県小豆郡土庄町見目甲に存在した公立小学校。
学校名の通り、小豆島の北岸に位置していた。

## 沿革
- 1875年（明治8年） - 好問学校・喚呼学校・維新学校・育成学校が成立。これらは寺子屋からの流れを引く。
- 1887年（明治20年）4月 -  好問・喚呼・維新の3校を見目簡易小学校に、育成学校を馬越簡易小学校に再編。
- 1891年（明治24年）12月 - 見目簡易小学校が北浦尋常小学校と改称。
- 1902年（明治35年）4月 - 北浦尋常小学校が現在地に新築移転。馬越分校設置。
- 1907年（明治40年）3月 - 馬越分校廃止。
- 1909年（明治42年）4月 - 高等科を併設し、北浦尋常高等小学校と改称。
- 1941年（昭和16年） - 北浦国民学校と改称。
- 1947年（昭和22年） - 北浦村立北浦小学校と改称。
- 1955年（昭和30年）4月1日 - 小豆郡北浦村が同郡土庄町に編入されたのに伴い、土庄町立北浦小学校と改称。
- 1970年（昭和45年）3月 - 校旗制定。
- 1974年（昭和49年）3月 - 校歌制定。
- 1975年（昭和50年） - 創立百年祭記念行事が行われる。
- 2015年（平成27年）3月21日 - 閉校式。
- 2015年（平成27年）4月 - 本校と土庄町立土庄小学校（旧）、土庄町立渕崎小学校、土庄町立四海小学校が統合され、土庄町立土庄小学校（新）が設置される[1]。

## 通学区域
ガッコムのウェブページを参考（2015年3月現在）。
- 土庄町馬越、屋形崎、見目、小海

卒業生は基本的に土庄町立土庄中学校へ進学する。

## 学校周辺
- 北浦港
- 北浦郵便局
- 小豆島温泉
- 小豆島大観音
- 大坂城残石記念公園

## アクセス
- 小豆島バス 見目にて下車
- 香川県道26号土庄福田線沿い